# Brigada del Rei Tomislav
La Brigada del Rei Tomislav (en croat: Brigada Kralj Tomislav) més tard reorganitzada i anomenada 79. Regiment de la Guàrdia Nacional "Kralj Tomislav" (en croat: 79. domobransku pukovniju "Kralj Tomislav") fou una unitat del Consell de Defensa Croat que va ser desplegada durant la Guerra de Bòsnia. La seu era situada a Tomislavgrad, Bòsnia i Hercegovina. La brigada va rebre el nom del rei croat Tomislav, que va ser coronat al Camp de Tabacs a la mateixa ciutat on se situa la seu (Tomislavgrad).
Després del començament del conflicte bosnio-croat al poble de Prozor a finals del 92, una companyia de la brigada va ser enviat a ajudar la brigada del Consell de Defensa (HVO) Croat situat a Prozor. Diversos membres de la brigada van ser enviats també per ajudar l'HVO al poble d'Uskoplje. A la ciutat on estava situada la seu, no hi havia cap conflicte entre croats i bosníacs, però el juny de l'any 1993, membres bosníacs de la brigada van ser desarmats i mantingut sota vigilància.

### Estructura a inicis del 1993
- Primer Batalló "Tomislav" (Prva bojna "Tomislav")
- Batalló Posuška (Posuška bojna)
- Batalló Kupreška (Kupreška bojna)
- Segon batalló (Druga bojna)
- 13è Batalló del HOS (13. bojna HOS-a)
- Batalló blindat (Oklopna bojna)